# کلیسای روح‌القدس، جاوورکا
کلیسای روح‌القدس، جاوورکا یک کلیسای یادبود نزدیک زاتولمین در اسلوونی است. این کلیسا بر روی تپهٔ جاوورکا (ارتفاع: ۵۷۱ متر یا ۱٬۸۷۳ فوت) بالای فلات پولوگ قرار دارد و حدود ۸ کیلومتر (۵٫۰ مایل) از دهکده فاصله دارد. این کلیسا به عنوان یادبودی برای سربازان کشته‌شده در نبردهای ایزونزو ساخته شده است. در نزدیکی کلیسا، مزرعه بلیک قرار دارد که پس از زلزله در پوسوجیه در سال ۱۹۸۸ بازسازی شد اما ساکنی ندارد. دسترسی به کلیسا از جاده‌ای است که از زاتولمین شروع شده و به‌طور شیب‌دار بالای رودخانه تولمینکا و از کنار چندین جریان کوچک و آبشار کوچک عبور می‌کند. نه چندان دور از جاوورکا، مزرعهٔ مسکونی زاستنار قرار دارد.